# 小山剛志
小山 剛志（こやま つよし、1967年10月4日 - ）は、日本の声優、俳優、歌手。愛知県出身。アクロス エンタテインメント所属。妻は歌手の下川みくに。

## 来歴
24歳の時に早稲田大学卒業後、舞台俳優としての活動を経る。『∀ガンダム』のフィル・アッカマン役でアニメデビュー。声優だけでなく、舞台やテレビドラマへの出演、歌手としてもデビューするなど多彩な活動を行っている。
以前はGLove/ビタミン谷に所属していた。
2012年2月14日に公式ブログで歌手の下川みくにとの入籍、結婚を発表した。
2015年12月、近年いろいろと巡り合わせで番組や企画などにも参加することもあり、自身が副業をするならなにかと考えた時、やっぱり麻雀だと結論になり、店を出すためプロデュースをする。店名「麻雀オクタゴン」一般的な麻雀店と違い、プロだけでなくタレントなども参加、2月より通常営業を開始。
習字3段・そろばん2級・英検準1級を取得している。また、アコースティックギターを愛用している。

## 活動
特撮番組『仮面ライダー龍騎』ではバイザー（召喚機）の音声と仮面ライダーオーディンの声を担当。この現場で萩野崇に「声優に挑戦してみてはどうか」とアドバイスした。その後、萩野は『勇午』で声優デビューを果たす。
「KOYA-MAP」という、様々な劇団から役者を集めたユニットを結成し、年に1〜2回の公演を行っている。
「すごく傷つきやすい万年思春期」であり、「生まれたての38歳（当時）」でもあると語っている。アフレコなどでいすに座りながら喋る時にはベルトを外す。本人曰く、「（モノがでかく）下腹部に圧がかかると声が出しにくいから」。
主宰する劇団の公演『喝采』をDVD化しようとしたところ、劇中で使用した楽曲が海外の著作権者から許可が下りずに断念したが、その映像を利用して「成仏」という名のイベントを開催した（その際、知人であり、公演にも出演した谷山紀章もゲスト出演し、ジョイントライブも行われた）。自身が主催するイベントの度にチケット手売り会を行うなどのファンとの交流を行っている。
『黒執事』の舞台にて役作りのために20年ぶりにヒゲを剃った。それにより「ヒゲ独身」から「ただの独身」になった。自身のブログ『小山剛志のNo Pain, No Life』が、2007年1月10日にgooのブログアクセスランキングで全国1位になった。その後も数回1位になり、gooブログアクセスランキング上位の常連となっている（なお、goo年間ランキング2007で年間アクセス数2位）。2008年3月にはgooのオフィシャルブログに登録されている。主な内容は暴露話と自虐ネタ、旅行記で、自身との共演者や関係者（『うたわれるもの』など）との暴露話を度々載せることから、関係者の間では恐れられている。浪川を「珍獣」としてネタ写真を撮影してはブログに公開し、「裸王（らおう）様」と命名した（浪川本人もしっかりその珍キャラぶりを演じている）。

## 逸話

### 『うたわれるものらじお』に関する逸話
テレビアニメ『うたわれるもの』でクロウ役として出演していたことがきっかけで、『うたわれるものらじお』第10回にゲスト出演した際に数々のエピソードを残した。放送禁止用語レベルの下ネタを連発してパーソナリティーの柚木涼香を激しく動揺させ、そのスクランブルが主題歌「夢想歌」のイントロだった。
『うたわれるもの』のOP主題歌「夢想歌」に対して「本当の主題歌はこれだ」と、自ら作詞・作曲して現場で鼻歌で歌っていたものを公の場で初披露した。かつて小山力也の舞台に精力剤「マカビンビン」を差し入れたことがきっかけで、その語呂の良さから同番組で何度も商品名が呼称されたところ、第34回には番組自体が製造販売元の阪本漢法製薬から公認を受けるまでに至る。その後は公開録音で小山力也と柚木がリスナーと共にマカビンビンで乾杯を行ったり、「真・うたわれるもののテーマ」の歌詞にも登場させた。
番組中、「浪川（大輔）…、頑張ってるよ俺」と発言し、それが一種の合言葉にまで発展した。その回はリスナーの間で大評判となり、後述するブログなどで彼自身に人気が集まっただけでなく、同番組自体もさらに有名になるきっかけを作った。
2007年4月22日にディファ有明で開催された『Radio ToHeart2』との合同公開録音の司会をSuaraと共に務めた。その際に「下ネタ発言は3回まで」が達成できなかった場合は罰ゲームとして「右乳首晒し」と宣言するも、冒頭でその3回に達し、結局宣言を達成できなかったため、イベントのライブコーナーの最後に着ていた「ひげ独身」Tシャツを脱ぎ捨てて上半身裸になった。『Radio ToHeart2』収録中に宣言した際には、伊藤静に「右乳首だけですか?」とつっこまれ「右半身晒し」という話になっていた。
2007年4月25日には、マキシシングル「真・うたわれるもののテーマ」がランティスから発売され、歌手デビューを果たした。当初はカップリングに小山力也と柚木涼香のデュエット曲が予定されていたが頓挫し、小山剛志本人が冗談のつもりで作った「ひげ独身のテーマ」が採用された。詳細は真・うたわれるもののテーマを参照。
Suaraが歌った「君だけの旅路」に影響を受け、「僕だけの旅路」という曲を製作した。作曲を衣笠道雄に依頼し、小山が作詞を行い「アクアプラスライブ2008」でサプライズという形で発表されたが、長期の沈黙期間を経てシングルCD化されたのは2010年5月26日となる。なお、カップリング曲はその「君だけの旅路」を小山向けにアレンジされたものが付き、バックコーラスは本家Suaraが担当した。なお、同曲がアレンジとして発表されたのは三宅華也が歌ったものに次いで2人目である。
先述の公開録音などもあって、発売前後には音泉関連の番組に精力的にゲスト出演していた。『Radio ToHeart2』に至っては、福山潤や鳥海浩輔ら『ToHeart2』に出演している男性声優を差し置いて、同番組初の男性ゲストとなった。『アクアプラスフェスタ2007』（パシフィコ横浜）ではビデオレターで出演。先述の『喝采』にビデオレター出演した浪川のパロディであった。

### 麻雀に関する逸話
高校1年の時に麻雀を始めており、2007年秋に引越した新居が関係者の集会場と化しているほか、長年の念願だったという麻雀の全自動雀卓を中古屋で購入して「雀荘小山」開店宣言を行い、声優業界きっての麻雀愛好家である植田佳奈や小清水亜美らとも交友を深めている。上記の声優らを集めた第一回声優界麻雀大会（小山剛志宅にて）では、2位の植田を抑えて優勝している。
次に開催する声優界初代雀王を決める大会を『J-1グランプリ』と名づけ、小山も含めて8名が参戦（その中にはプロ雀士でもある神崎ちろも含まれている）。さらに「声優グランプリ」が大会スポンサーとなり、トロフィーまで用意。司会に麻雀仲間であるなすび、解説者に井出洋介を付けてDVD化されるにまで発展した。2008年に『「声優グランプリ」公認！声優界<雀王>決定戦！ <J-1グランプリ> Vol.1』が発売された。なお「J-1グランプリ」は小山により商標登録されている（商標登録第5166207号）。
「麻雀最強戦2015女流代表決定戦・桜の陣」の実況を担当する中で、豊後葵が放った門前清一色のあがりに対しての実況から「豊後無双」という言葉が広く普及した（豊後葵#豊後無双も参照のこと）。
2015年12月には麻雀最強戦と提携した競技麻雀雀荘「麻雀オクタゴン」を開店。競技プロがスタッフやイベント、講習で頻繁に訪れるほか、プロアマごとで集計した成績優秀者は麻雀最強戦へとつながる大会への参加権を得られる。のちに2016年10月には渋谷に移転ののち、2021年7月にはサイバーエージェントに運営の移譲、同社のM.LEAGUEのチーム「渋谷ABEMAS」の活動拠点としても活用されている。

## 出演
太字はメインキャラクター。

### テレビアニメ
1999年
- ∀ガンダム（フィル・アッカマン）

2000年
- ドキドキ♡伝説 魔法陣グルグル（クレメンテ）
- HUNTER×HUNTER（第1作）（2000年 - 2001年、ジョネス、偽ハンター、密猟者、十老頭）
- ブギーポップは笑わない Boogiepop Phantom（医師）
- 名探偵コナン（2000年 - 2025年、三谷陽太、菅田克信、門倉伸弥）

2001年
- コスモウォーリアー零（ルビア）
- 神鵰侠侶 コンドルヒーロー（公孫止）

2002年
- OVERMANキングゲイナー（エンゲ・ガム）
- GUN FRONTIER（ムリグソン）
- 爆転シュート ベイブレード2002（ドクターB）
- ロックマンエグゼ（2002年 - 2003年、電子音声、係員、天の声、運転手、オペレーター 他）

2003年
- キノの旅 -the Beautiful World-（案内兵）
- 魔探偵ロキRAGNAROK（記者B）

2004年
- 巌窟王（ペピーノ）
- GANTZ 〜the first stage〜（立花浩治）
- こちら葛飾区亀有公園前派出所（柴田鉄男、百獸の王ライオン丸）
- それいけ!ズッコケ三人組（月形）※小山剛と誤表記
- B-伝説! バトルビーダマン（ブタの親分）
- 勇午 〜交渉人〜（岩瀬、山科教授、隊員1、兵士3）
- リングにかけろ1（織田）

2005年
- ケロロ軍曹（黒ロボピョン）
- ジパング（島本艦長）
- トリニティ・ブラッド（レオン・ガルシア・D・A）
- BECK（マーキー店長）
- 蟲師（ジン）

2006年
- うたわれるもの（クロウ）
- ヤマトナデシコ七変化♥（花屋敷ヒロミ）

2007年
- アイシールド21（峨王力哉）
- 武装錬金（戦部厳至）

2008年
- 絶対可憐チルドレン（軍司康夫）
- ポルフィの長い旅（船客A）
- ミチコとハッチン（トニー）
- メジャー（2008年 - 2010年、ヒルベルト・サンチェス） - 3シリーズ

2009年
- グイン・サーガ（イザイ）
- 黒神 The Animation（阿邏宜）
- 咲-Saki-（2009年 - 2014年、山口大介） - 2シリーズ
- 夢をかなえるゾウ（荒谷部長）

2010年
- 刀語（校倉必）

2011年
- 境界線上のホライゾン（2011年 - 2012年、ガリレオ） - 2シリーズ
- デュエル・マスターズ ビクトリー（2011年 - 2012年、右近 / ウコン・ピッピー、火山羅厳、人体模型） - 2シリーズ

2012年
- キングダム（2012年 - 2022年、沛浪、樊於期） - 3シリーズ
- ソードアート・オンライン（2012年 - 2020年、ラフィン・コフィン〈PoH〉 / ヴァサゴ・ガザルス） - 4シリーズ
- ヨルムンガンド（師匠）

2013年
- 銀の匙 Silver Spoon（御影父）
- スパロウズホテル（ビリー・ザ・XO）
- THE UNLIMITED 兵部京介（芥リュウ）
- DD北斗の拳（カーネル、山野フドウ）
- ビーストサーガ（キラーシャーク）
- BLAZBLUE ALTER MEMORY（シシガミ＝バング）

2014年
- アカメが斬る!（オーガ）
- 異能バトルは日常系のなかで（おじさん）
- エスカ&ロジーのアトリエ 〜黄昏の空の錬金術士〜（デューク・ベリエル）
- ガンダム Gのレコンギスタ（デレンセン・サマター）
- 神撃のバハムート GENESIS（パズズ）
- ハナヤマタ（大船勝）
- 魔法少女大戦（加賀獅子マガツヒ、議員）
- ONE PIECE（2014年 - 2023年、ハイルディン、バスティーユ、カウンター、ライディーン、ホールデム、噛二郎、祈祷師）

2015年
- GANGSTA.（マイルズ・マイヤー）
- 銀魂゜（リーダーモヒカン）
- 聖剣使いの禁呪詠唱（ベルナルト・セルゲイビッチ・イグナシェビッチ）
- 東京喰種トーキョーグール シリーズ（2015年 - 2018年、田中丸望元） - 3シリーズ
- フューチャーカード バディファイト100（黙示録の第一騎士 グラトス）
- ONE PIECE エピソードオブサボ 〜3兄弟の絆 奇跡の再会と受け継がれる意志〜（ハイルディン）

2016年
- うたわれるもの 偽りの仮面（クロウ）
- クレヨンしんちゃん（サングラスの男）
- GATE 自衛隊 彼の地にて、斯く戦えり（ボウロ、今津）
- 甲鉄城のカバネリ（広塚）
- 最弱無敗の神装機竜（バグライザー・ガシュトフ）
- 終末のイゼッタ（ブノワ）
- ドラゴンボール超（2016年 - 2017年、ババリ人、バジル、幻バジル）

2017年
- ガヴリールドロップアウト（担任）
- デジモンユニバース アプリモンスターズ（コーチモン）
- 正解するカド（阿方篤彦）
- ゼロから始める魔法の書（傭兵）
- カブキブ!（教頭）
- ロクでなし魔術講師と禁忌教典（バーナード＝ジェスター）
- Fate/Apocrypha（グンター王）
- 将国のアルタイル（デルッチョ、エスケルド）
- キノの旅 -the Beautiful World- the Animated Series（中年警官）

2018年
- 多田くんは恋をしない（れいん坊将軍、十三）
- ヒナまつり（若頭）
- LOST SONG（バズラ・ベアモルス）
- 銀河英雄伝説 Die Neue These 邂逅（オフレッサー）
- 鹿楓堂よついろ日和（砂金宏和）
- ルパン三世 PART5（リーダー）
- 邪神ちゃんドロップキック（2018年 - 2022年、男子学生A、取り立て人2） - 2シリーズ
- DOUBLE DECKER! ダグ&キリル（デリック・ロス）
- ゾンビランドサガ（豪剛雄）

2019年
- ルパン三世 グッバイ・パートナー（ノーマン）
- 賢者の孫（ドミニク＝ガストール）
- デュエル・マスターズ!!（ルブブ）
- うちの娘の為ならば、俺はもしかしたら魔王も倒せるかもしれない。（ケニス）
- 通常攻撃が全体攻撃で二回攻撃のお母さんは好きですか?（ポッチ）
- 本好きの下剋上 司書になるためには手段を選んでいられません（2019年 - 2022年、ギュンター） - 3シリーズ
- Fairy gone フェアリーゴーン（ゲイル・ドープ）

2020年
- BORUTO-ボルト- NARUTO NEXT GENERATIONS（トラク）
- 歌舞伎町シャーロック（サンダース本部長）
- プリンセスコネクト!Re:Dive（ドクロ親父）
- 半妖の夜叉姫（2020年 - 2022年、屍屋獣兵衛） - 2シリーズ
- ふしぎ駄菓子屋 銭天堂（げんさん）

2021年
- 宇宙なんちゃら こてつくん（2021年 - 2023年、トビオ）
- セスタス -The Roman Fighter-（ロキ）
- 平穏世代の韋駄天達（ギバッチョ）
- ぐんまちゃん（2021年 - 2023年、社長、みーみパパ、ダルマ大王、ダイバ・クハツ、ガンさん、ヴィルズ、アンノウン星人たち、店内アナウンス、キング、ヴィルズスリー、ヴィルズ改3000ターボ） - 2シリーズ
- サクガン（ボス）
- 異世界食堂2（ソウエモン）

2022年
- ジョジョの奇妙な冒険 ストーンオーシャン（2022年 - 2023年、スポーツ・マックス） - 3シリーズ
- うたわれるもの 二人の白皇（クロウ）
- アキバ冥途戦争（大将）
- うる星やつら (2022)（2022年 - 2024年、サングラス、無線機の声） - 2シリーズ

2023年
- 神達に拾われた男2（ソルディオ）
- 最強陰陽師の異世界転生記（ガル・ガニス）
- おかしな転生（グラサージュ）
- BLEACH 千年血戦篇（2023年 - 2024年、ジェラルド・ヴァルキリー） - 2シリーズ
- 陰の実力者になりたくて! 2nd season（ジャガノート）

2024年
- 戦国妖狐（荒吹）
- HIGHSPEED Étoile（日向源治郎）
- 転生貴族、鑑定スキルで成り上がる（マサ郡長） - 2シリーズ
- 転生したらスライムだった件（吉田薫）
- ダンジョンの中のひと（ペッコモ）
- ばいばい、アース（ハギス）
- 凍牌〜裏レート麻雀闘牌録〜（2024年 - 2025年、高津）
- パズドラ（アッシュ）

2025年
- Aランクパーティを離脱した俺は、元教え子たちと迷宮深部を目指す。（ベンウッド、人々）
- 未ル わたしのみらい（ジャクソン）
- 桃源暗鬼（一ノ瀬〈桃瓦〉剛志）

### 劇場アニメ
- アリーテ姫（2001年、ボックス）
- 劇場版∀ガンダム I / II（2002年、フィル・アッカマン） - 2部作
- マイマイ新子と千年の魔法（2009年、多々良権周防介）
- サイボーグ009VSデビルマン（2015年、ジェロニモ・ジュニア[68]）
- この世界の片隅に（2016年、浦野十郎）
- 劇場版 誰ガ為のアルケミスト（2019年、体育教師）
- ONE PIECE STAMPEDE（2019年、バスティーユ[69]）
- Gのレコンギスタ I・II（2019年 - 2020年、デレンセン・サマター[70]） - 2作品[71]
- 劇場版 ソードアート・オンライン -プログレッシブ- 冥き夕闇のスケルツォ（2022年、黒ポンチョの男）
- BLOODY ESCAPE -地獄の逃走劇-（2024年、若頭）

### OVA
- 銀河英雄伝説外伝 螺旋迷宮（1999年、グッドウィン）
- HUNTER×HUNTER GREED ISLAND（2003年、ゲンスルー）
- HUNTER×HUNTER G・I Final（2004年、ゲンスルー）
- OVA うたわれるもの（2009年、クロウ）
- にじいろ☆プリズムガール 第2話 ふたりの天才（2013年、監督）※『ちゃお』2013年11月号付録
- 本好きの下剋上 司書になるためには手段を選んでいられません 外伝（2020年、ギュンター）

### Webアニメ
- 異字元合体もじバケるZ（2014年、極バケる）
- バハジェネ劇場（2014年、パズズ）
- ベイウォーリアーズ サイボーグ（2015年、ゼッド）
- DEVILMAN crybaby（2018年、将軍）
- B: The Beginning（2018年、市長）
- 異世界居酒屋〜古都アイテーリアの居酒屋のぶ〜（2018年、ホルガー、カイゼルマーク伯）
- ノクターンブギ（2020年、影山狩宇[72]）
- スプリガン（2022年、ライマン艦長）
- 範馬刃牙（2023年、バラク・オズマ）

### ゲーム
2001年
- 麻雀やろうぜ!2（持杉ドラ夫）

2001年
- スーパーロボット大戦α外伝（フィル・アッカマン）

2002年
- 仮面ライダー龍騎（仮面ライダーオーディン、各バイザー音声）

2006年
- うたわれるもの 散りゆく者への子守唄（クロウ）
- SDガンダム GGENERATION（2006年 - 2016年、クリスト・デーア、フィル・アッカマン） - 5作品

2008年
- アーマード・コア フォーアンサー（オールドキング）
- インフィニット アンディスカバリー（月の神ベラ）
- スーパーロボット大戦Z（エンゲ・ガム、フィル・アッカマン）
- BLAZBLUE CALAMITY TRIGGER（シシガミ＝バング）

2009年
- 仮面ライダー クライマックスヒーローズW（龍騎系バイザー音声）
- 機動戦士ガンダム戦記（クリスト・デーア）
- BLAZBLUE CONTINUUM SHIFT（シシガミ＝バング）

2010年
- 斬撃のREGINLEIV（レギン）
- ゼノブレイド（ディクソン）
- 二ノ国 漆黒の魔導士（ヘブルチ）
- BLAZBLUE CONTINUUM SHIFT II（シシガミ＝バング）

2011年
- 二ノ国 白き聖灰の女王（ヘブルチ）
- BLAZBLUE CONTINUUM SHIFT ENTEND（シシガミ＝バング）

2012年
- BLAZBLUE CHRONOPHANTASMA（シシガミ＝バング）
- 真剣で私に恋しなさい!S（鉢屋壱助）
- ゾンビU（ピーター・ナイト博士）

2013年
- エスカ&ロジーのアトリエ 〜黄昏の空の錬金術士〜（デューク・ベリエル）
- 朧村正 津奈缶猫魔稿（重松進左衛門）
- 仮面ライダー バトライド・ウォー（2013年 - 2016年、仮面ライダーオーディン、龍騎系バイザー音声） - 3作品
- 境界線上のホライゾン PORTABLE（ガリレオ）
- Si-Nis-Kanto（伊賀）
- Momoiro☆Bilionaire!（ピグー）

2014年
- 相州戦神館學園 八命陣 天之刻（真奈瀬剛蔵）
- 仮面ライダー サモンライド!（仮面ライダーオーディン、龍騎系バイザー音声）
- 大乱闘スマッシュブラザーズシリーズ（2014年 - 2018年、ドック・ルイス） - 3作品
- ドラゴンボールヒーローズ（2014年 - 2019年、ミソカッツン、ババリ星人） - 5作品

2015年
- うたわれるもの 偽りの仮面（クロウ）
- 喧嘩番長6〜ソウル&ブラッド〜（犬飼剛志）
- 神撃のバハムート（ハザン）
- Devil's Third（アイザック・クマノ）
- プリンセスコネクト!（ドクロ親父）

2016年
- 討鬼伝2（雷蔵）
- トライリンク 光の女神と七魔獣（ルード、コード）
- バンドやろうぜ!
- ラチェット&クランク THE GAME（ビクター・フォン・イオン）

2017年
- ガールフレンド（仮）（悪司会男）
- グランマルシェの迷宮（ギムレット）
- HITMAN THE COMPLETE FIRST SEASON（影のクライアント）

2018年
- CARAVAN STORIES（ゴルドー）
- プリンセスコネクト！Re:Dive（2018年 - 2023年、ドクロ親父）
- ポポロクロイス物語 ナルシアの涙と妖精の笛（ザッパ）
- 真紅の焔 真田忍法帳（毘沙門）
- アークザラッド R（グレーゴル）
- うたわれるもの斬（2018年 - 2021年、クロウ） - 2作品

2019年
- デビルメイクライ5（キングケルベロス）
- 東京放課後サモナーズ（オズ）
- メギド72（2019年 - 2023年、ハック）
- 仮面ライダーバトル ガンバライジング（仮面ライダーオーディン）
- 鬼ノ哭ク邦（クシ）

2020年
- 白猫プロジェクト（イツァーク）
- ゼノブレイド ディフィニティブ・エディション（ディクソン）
- Shadowverse（竜人の工匠、魔剣の騎士・ハザン）
- サイバーパンク2077（ゴロウ・タケムラ）
- ドカポンUP! 夢幻のルーレット（クロウ）

2021年
- グランブルーファンタジー（シャナムカ）
- 英雄伝説 黎の軌跡（《鏖殺》のアリオッチ）
- 真・女神転生V（ルー・ガルー）

2022年
- ダイイングライト2 ステイ ヒューマン（ワルツ)
- ディアブロ イモータル（バーバリアン 男性）
- ポケモンマスターズEX

2023年
- 仮面ライダーバトル ガンバレジェンズ（仮面ライダーオーディン）
- Starfield（サム・コー）

2024年
- ファイナルファンタジーVII リバース（チトフ船長）
- 真・女神転生V Vengeance（ルー・ガルー）

### ドラマCD
- うたわれるものシリーズ（クロウ）
  - うたわれるもの オリジナルドラマ〜トゥスクルの皇后〜
  - うたわれるもの オリジナルドラマ〜トゥスクルの内乱〜
  - うたわれるもの オリジナルドラマ〜トゥスクルの財宝〜
- 君が咲えば（島津剛太郎）
- Fate/stay night Original Soundtrack & Drama CD Garden of Avalon - glorious, after image（ヴォーティガーン）
- BLAZBLUE ドラマCD「ぶるどら りべるわん」（シシガミ・バング）

### 吹き替え

#### 映画（吹き替え）
- クライムダウン（2012年、アンディ〈イーモン・ウォーカー〉）
- デンジャラス・プリズン -牢獄の処刑人-（2018年、ブラッドリー・トーマス〈ヴィンス・ヴォーン〉）
- ジャングル・ブック（2021年、シア・カーン）
- デッドプール&ウルヴァリン（2024年、ブレイド〈ウェズリー・スナイプス〉[102]）

#### ドラマ
- エクスタント
- FBI: 特別捜査班（2020年、ジュバル・バレンタイン〈ジェレミー・シスト〉）
- エレメンタリー ホームズ&ワトソン in NY
- キャシアン・アンドー（2022年、クレム・アンドー〈ゲーリー・ビードル〉）
- KAMEN RIDER DRAGON KNIGHT（2009年、ユーブロン / アドベントマスター〈マーク・ダカスコス〉）
- NIKITA / ニキータ
- フラーハウス（ロン）
- BONES（デイン・P・マクギネス）

### テレビドラマ
- 黒い太陽 - 刑事 役
- 特命係長 只野仁 2ndシーズン - チンピラ役（最終話）
- ディビジョン1 ステージ9『miracle』 - 山越 役
- ドラゴン桜 - スカウトマン 役
- 菊次郎とさき - 借金取り 役
- エゴイスト 〜egoist〜 - ディレクター 役

### 特撮
- 仮面ライダーシリーズ
  - 仮面ライダー龍騎（2002年、仮面ライダーオーディンの声、各バイザー音声） - テレビシリーズ + 劇場版
  - 劇場版 仮面ライダー555 パラダイス・ロスト（2003年、ライオンオルフェノクの声）
  - 仮面ライダー電王（2007年、ライノイマジンの声）
  - 仮面ライダー×スーパー戦隊 スーパーヒーロー大戦（2012年、ドラグバイザーの声）
  - 仮面ライダーエグゼイド（2017年、バガモンバグスターの声）
  - 仮面ライダージオウ スピンオフ PART2『RIDER TIME 龍騎』（2019年、仮面ライダーオーディンの声）
  - 仮面ライダーアウトサイダーズ（2023年、仮面ライダーオーディンの声[103]）

### 映画
- キヲクドロボウ（2007年） - レムセキュリティー隊長 役
- Wonderful World（2010年） - 熊田次郎 役
- 麻雀最強戦 the movie（2022年11月18日公開、マグネタイズ）監督:原澤遊風 司会:小山剛志[104]

### 舞台
- 「新ピーターパン」
- 「センゴク・プー」（TEAM 発砲・B・ZIN）
- 「風雲天狗 妖乱」（BQMAP）
- 「狼人 犬神紋次郎」（BQMAP）
- 「ザ・ストーカーズ」（劇団ビタミン大使ABC）
- 「世襲ブギ★」（劇団ビタミン大使ABC）
- 中島淳彦・戦中戦後三部作 第三弾 長崎編 「フツーの生活3」（44 Produce Unit）
- 「BIRDS」（30-DELUX）
- 劇団方南ぐみ番外公演「男たちよ懺悔しなさい! 〜ぐち〜」
- 「喝采」KOYA-MAP第2回公演
- 「黒執事」 - バルドロイ 役
- 「MASKED RIDER LIVE&SHOW 〜十年祭〜」 - シオマネキングの声 / 仮面ライダー新2号の声
- チョコレートガールズ（2010年2月10日 - 14日、新宿シアターサンモール）
- チョコレートガールズ2 〜チョコレートガールズVSアズキガールズ〜（2011年2月9日 - 14日、前進座劇場）
- 喝采〈アニソンミュージカルバージョン〉（KOYA-MAP・アニソンぷらす、2012年10月31日 - 11月4日、前進座劇場）

### CMナレーション
- サントリー BOSSレインボーマウンテン
- マツダ・アテンザ
- アサヒビール スーパードライ
- アサヒビール アサヒストロングオフ
  - 「グッとくる柳葉さん」篇 / 「グッとくる篠原さん」篇（2010年3月）
  - 「打ち上げでグッと・柳葉さん」篇 / 「花火でグッと・篠原さん」篇（2010年6月）
  - 「強めでいこう」篇（2010年10月）
- 日清食品 日清太麺堂々
  - 「力士のラーメンレボリューション」篇（2009年12月）
  - 「ショッカー」篇（2010年11月）
- ニューギン CRゴジラ〜破壊神降臨〜（2010年6月）
- セガ
  - 龍が如くシリーズ
    - 龍が如く2（2006年）
    - 龍が如く 見参!（2008年）
    - 龍が如く3（2009年）
    - 龍が如く4 伝説を継ぐもの（2010年）
    - クロヒョウ 龍が如く新章（2010年）
    - 龍が如く OF THE END（2011年）
    - 龍が如く5 夢、叶えし者（2012年）
    - 龍が如く 維新!（2014年）
    - 龍が如く0 誓いの場所（2015年）
    - 龍が如く 極（2015年）
    - 龍が如く 極2（2017年）
    - 北斗が如く（2018年）
- 東京サマーランド（2010年）
- 京セラ W43K（2006年）
- マンダム ルシードエル パールマジックワックス「走るパール泥棒」編（2002年9月）
- アサヒフードアンドヘルスケア ミンティア
  - 「俺の登場」篇（2012年3月）
  - 「俺の会合（プロデュース）」篇（2012年10月）

### ラジオ
※はインターネット配信。
- 小山剛志のひげラジオ（2008年、音泉※）
- ゼロの書ラジオ ゼロラジ!（2017年、音泉※）[105]

### デジタルコミック
- VOMIC 嘘喰い（佐田国一輝）

### その他コンテンツ
- K-1 WORLD MAX リングアナウンサー
- 「声優グランプリ」公認!声優界<雀王>決定戦! <J-1グランプリ> Vol.1 DVD（2008年）
- 「声優グランプリ」公認!声優界<雀王>決定戦! <J-1グランプリ> Vol.2 DVD（2009年）
- 夢をかなえるゾウ（アニメ版）その5・その6　脚本（2009年）
- 麻雀最強戦2011 DVD、ニコニコ生放送
- 麻雀最強戦2012 DVD、ニコニコ生放送
- マウスコンピュータ「G-Tuneちゃんオリジナルパソコン」システムボイス（Gちゃん役）
- COMPLETE SELECTION MODIFICATION V BUCKLE ＆ DRAGVISOR（2018年12月、玩具） - 仮面ライダーオーディン、バイザー音声 役
- あにてれ「PPPのゆるぺぱ ！」ジェンツーペンギン(第17回目の声代役）
- 矢場とんオリジナルアニメ「大須のぶーちゃん」（2019年 - 2022年、阿くん、テツ[106][107]）

## ディスコグラフィ

### シングル
|     | 発売日        | タイトル                   | 規格品番  | オリコン最高位 | 備考                                       |
| --- | ------------- | -------------------------- | --------- | -------------- | ------------------------------------------ |
| 1st | 2007年4月25日 | 真・うたわれるもののテーマ | LACM-4367 | 16位           | ラジオ『うたわれるものらじお』テーマソング |
| 2nd | 2010年5月26日 | 僕だけの旅路               | KICM-4032 | 67位           | OVA『うたわれるもの』挿入歌                |

### キャラクターソング
| 発売日         | 商品名                                       | 歌 | 楽曲                                             | 備考                          |
| -------------- | -------------------------------------------- | --- | ------------------------------------------------ | ----------------------------- |
| 2009年12月23日 | BLAZBLUE SONGACCORD＃1 with CONTINUUM SHIFT  | シシガミ＝バング（小山剛志）                                                                                                 | 「烈風」                                         | ゲーム『BLAZBLUE』関連曲      |
| 2014年1月8日   | BLAZBLUE ボーカルアルバム『SONG IMPRESSION』 | シシガミ＝バング（小山剛志）                                                                                                 | 「Bang!Bang!Bigbang!-正義上等！ヒーロー登場！-」 | ゲーム『BLAZBLUE』関連曲      |
| 2019年12月25日 | メギド72 -songs-                             | アナウンス：ハック（小山剛志）                                                                                               | 「志操堅固の大胸筋」                             | ゲーム『メギド72』関連曲      |
| 2021年11月10日 | STATION IDOL LATCH! STATION IDOL LATCH! 03   | 饗庭紡麦 / 恵比寿駅（高橋英則）、伍代晃 / 五反田駅（三浦祥朗）、羽振寿里 / 田町駅（小山剛志）、大崎新市 / 大崎駅（菅沼久義） | 「Sparkling Night」                              | 『STATION IDOL LATCH!』関連曲 |
| 2021年11月24日 | メギド72 -MUSIC COLLECTION-                  | ハック（小山剛志）、マルチネ（大亀あすか）                                                                                   | 「筋肉Fire!」                                    | ゲーム『メギド72』関連曲      |

### その他参加楽曲
| 発売日        | 商品名                                                     | 歌       | 楽曲 | 備考                                       |
| ------------- | ---------------------------------------------------------- | -------- | --- | ------------------------------------------ |
| 2007年3月23日 | うたわれるもの デスクトップキャラクターズ 初回限定版特典CD | 小山剛志 | 「真・うたわれるもののテーマ アコースティックバージョン」 | ラジオ『うたわれるものらじお』テーマソング |
| 2009年3月18日 | 百歌声爛 -男性声優編III-                                   | 小山剛志 | 「バビル2世」 「疾風ザブングル」 「若き旅人」 「ターンAターン」 「夢想歌」 「ルパン三世のテーマ」 「創聖のアクエリオン」 「残酷な天使のテーゼ」 「愛をとりもどせ!!」 「もののけ姫」 |                                            |

### シリーズ一覧
1. ↑  第4シリーズ（2008年）、第5シリーズ（2009年）、第6シリーズ（2010年）
2. ↑  第1作（2009年）、第3作『全国編』（2014年）
3. ↑  第1期（2011年）、第2期『II』（2012年）
4. ↑  『デュエル・マスターズ ビクトリー』（2011年 - 2012年）、『デュエル・マスターズ ビクトリーV』（2012年）
5. ↑  第1シリーズ（2012年 - 2013年）、第2シリーズ（2013年 - 2014年）、第4シリーズ（2022年）
6. ↑  第1期（2012年）、第3期前半『アリシゼーション』（2018年 - 2019年）、第3期後半『アリシゼーション War of Underworld』第1クール（2019年）、第3期後半『アリシゼーション War of Underworld』第2クール（2020年）
7. ↑  第2期『√A』（2015年）、第3期・最終章『:re』（2018年）
8. ↑  第1期（2018年）、第3期『X』（2022年）
9. ↑  第1期（2019年）、第2期（2020年）、第3期（2022年）
10. ↑  壱の章（2020年 - 2021年）、弐の章（2021年 - 2022年）
11. ↑  シーズン1（2021年）、シーズン2（2023年）
12. ↑  第1クール（2022年）、第2クール（2022年）、第3クール（2023年）
13. ↑  第1期（2022年 - 2023年）、第2期（2024年）
14. ↑  第2クール『-訣別譚-』（2023年）、第3クール『-相剋譚-』（2024年）
15. ↑  第1期（2024年）、第2期（2024年）
16. ↑  『PORTABLE』（2006年）、『WARS』（2009年）、『WORLD』（2011年）、『OVER WORLD』（2012年）、『GENESIS』（2016年）
17. ↑  第1作（2013年）、『II』（2014年）、『創生』（2016年）
18. ↑  『for 3DS』『for Wii U』（2014年）、『SPECIAL』（2018年）
19. ↑  『ヒーローズ』（2014年 - 2016年）、『アルティメットミッション2』（2014年）、『スーパードラゴンボールヒーローズ』（2016年）、『アルティメットミッションX』（2017年）『ワールドミッション』（2019年）
20. ↑  第1作（2018年）、『斬2』（2021年）